# Jules Barbey d'Aurevilly
Jules Amédée Barbey d'Aurevilly (født 2. november 1808, død 23. april 1889) var en fransk roman- og novelleforfatter. Han har specialiseret sig i mystiske historier og at udforske ondskaben, men uden nogensinde at passere linjen til det overnaturlige. Han havde en afgørende indflydelse på forfattere som f.eks. Henry James.